# 1. FFC Recklinghausen
Der 1. FFC Recklinghausen (vollständiger Name: 1. Frauenfußballclub Recklinghausen 2003 e. V.) ist ein Frauenfußballverein aus Recklinghausen. Der Verein wurde im Jahre 2003 gegründet und hat die Vereinsfarben Blau und Weiß. Die erste Mannschaft spielte zwei Jahre lang in der 2. Bundesliga seit 2019 in der Regionalliga West.

## Geschichte
Im Jahre 1972 gründete der Verein Blau Weiß Post Recklinghausen eine Frauenfußballmannschaft. Die ersten sportlichen Erfolge stellten sich Mitte der 1980er Jahre ein. Dem Aufstieg in die Bezirksliga 1983 folgte der Aufstieg in die Landesliga zwei Jahre später. Im Jahre 2003 gewann die mittlerweile in die Verbandsliga aufgestiegene Mannschaft den Westfalenpokal und qualifizierte sich für den DFB-Pokal. Gleichzeitig gründete die Frauenfußballabteilung mit dem 1. FFC Recklinghausen einen eigenständigen Verein.
In der ersten Runde des DFB-Pokals 2003/04 unterlag die Mannschaft dem damaligen Nord-Regionalligisten SV Victoria Gersten mit 1:7. Von 2007 bis 2012 kooperierte der Verein mit dem FC Schalke 04. Nach mehreren Jahren im Mittelfeld der Verbandsligatabelle verpasste die Mannschaft 2008 nur knapp die Meisterschaft. Der punktgleiche TuS Harpen hatte ein um zwölf Tore besseres Torverhältnis. Verstärkt mit einigen ehemaligen Bundesligaspielerinnen holte der 1. FFC ein Jahr später die Meisterschaft nach. Mit 25 Siegen und einem Unentschieden dominierte die Mannschaft die Liga nach Belieben.
In der Regionalliga West lieferte sich der 1. FFC Recklinghausen in der Saison 2009/10 einen Dreikampf um die Meisterschaft mit dem TuS Harpen und Borussia Mönchengladbach. Am letzten Spieltag sicherte sich der 1. FFC durch einen 8:1-Sieg über Absteiger Fortuna Köln die Meisterschaft und schaffte den Durchmarsch in die 2. Bundesliga. Zuvor gewann Recklinghausen durch einen 4:1-Sieg bei Arminia Bielefeld zum zweiten Mal den Westfalenpokal. Nach dem Sprung in die 2. Bundesliga erwies sich die dortige Konkurrenz als zu überlegen, und die Mannschaft musste nach einem Jahr wieder absteigen. Tiefpunkt der Saison war eine 0:10-Niederlage bei der zweiten Mannschaft von Bayern München.
In der Saison 2011/12 schaffte man den direkten Wiederaufstieg in die 2. Bundesliga. Dort wurde die Mannschaft Zehnter und musste nach verlorener Relegation gegen Blau-Weiß Hohen Neuendorf gleich wieder absteigen. Ein Jahr später wurde der 1. FFC als Tabellenletzter in die Westfalenliga durchgereicht. In der Saison 2014/15 fand ein weiterer sportlicher Umbruch statt und der Altersdurchschnitt des Teams wurde auf unter 20 Jahre gesenkt. In der Saison 2014/15 konnte der Klassenerhalt frühzeitig erreicht werden. Die Mannschaft gewann den Kreispokal und erreichte das Finale im Westfalenpokal, wo die Mannschaft mit 0:1 gegen die DJK-VfL Billerbeck verlor. Ein Jahr später Saison 2015/16 wurden die Recklinghäuserinnen Vizemeister der Westfalenliga hinter Germania Hauenhorst.
2016/17 landeten die Veststädterinnen nur auf dem 4. Rang hinter dem Meister SpVg Berghofen. In der Saison 2017/18 wurde das Team erneut Vizemeister und musste dem punktgleichen SV Bökendorf nur wegen der besseren Tordifferenz den Vortritt lassen. Dafür stiegen die Recklinghäuserinnen 2019 als Meister in die Regionalliga auf.

## Erfolge
- Meister Regionalliga West: 2010, 2012
- Meister Westfalenliga: 2002, 2009, 2019
- Westfalenpokalsieger: 2003, 2010

## Persönlichkeiten
- Leonarda Balog, kroatische Nationalspielerin
- Julia van den Berg, ehemalige Bundesligaspielerin
- Carina Chojnacki, ehemalige Bundesligaspielerin
- Pakize Gözde Dökel, türkische Nationalspielerin
- Jeannette Götte, ehemalige Bundesliga- und Nationalspielerin
- Carmen Falkowski (geb. Israel), ehemalige Bundesligaspielerin
- Kathrin van Kampen, ehemalige Bundesligaspielerin
- Fatma Kara, türkische Nationalspielerin
- Nadine Kraus, ehemalige Bundesligaspielerin und deutsche Juniorinnennationalspielerin
- Jennifer Manzer, ehemalige Bundesligaspielerin und deutsche Juniorinnennationalspielerin
- Sarah Meinerz, ehemalige Zweitligaspielerin
- Jennifer Ninaus, ehemalige Bundesligaspielerin und deutsche Juniorinnennationalspielerin
- Alexandra Popp, deutsche Nationalspielerin
- Besjana Reçica, kosovarische Nationalspielerin
- Sarah Schröder, ehemalige Bundesligaspielerin